# Velódromo (estación)
Velódromo es una de las estaciones que forman parte del Metro de la Ciudad de México, perteneciente a la Línea 9. Se ubica al oriente de la Ciudad de México, en el límite de las alcaldías Venustiano Carranza e Iztacalco.

## Información general
Recibe su nombre por encontrarse al lado del Velódromo Olímpico Agustín Melgar fue inaugurado en septiembre de 1968 para ser usado en la Olimpíada de México de ese año. El símbolo representa a un ciclista.

### Rehabilitación
La estación funcionó como terminal provisional oriente de la línea desde el 17 de diciembre de 2023 hasta el 10 de septiembre de 2024, esto debido a los trabajos de rehabilitación, reconstrucción y reforzamiento del tramo elevado de la línea que comprende desde la estación Ciudad Deportiva hasta la terminal Pantitlán, esto luego de recibir diversas denuncias en redes sociales y distintos medios sobre las malas condiciones en la que se encontraba la parte elevada, de los cuales destacan el constante hundimiento y desnivelación que a lo largo del tiempo ha padecido este segmento de la línea y como una forma de evitar un accidente similar al ocurrido en la Línea 12 en la interestación Tezonco-Olivos que dejara una cifra de 27 fallecidos.
Durante los trabajos de rehabilitación, están habilitadas varias rutas de autobuses de RTP y Metrobús para suplir la demanda de transporte.
Previamente del 27 de marzo al 7 de abril de 2021, la estación fue la terminal provisional de la línea para un primer reforzamiento, donde se realizó el desmantelamiento del sistema de rodamiento de los trenes (vías, barras guías electrificadas y balasto), para posteriormente colocar un relleno ligero de concreto y nivelar las vías y corregir el perfil del cajón elevado para eliminar la presencia de vados. 

## Afluencia
La siguiente tabla muestra la afluencia de la estación en los últimos 10 años:
| Afluencia Anual de Pasajeros | Afluencia Anual de Pasajeros | Afluencia Anual de Pasajeros | Afluencia Anual de Pasajeros | Afluencia Anual de Pasajeros | Afluencia Anual de Pasajeros |
| ---------------------------- | ---------------------------- | ---------------------------- | ---------------------------- | ---------------------------- | ---------------------------- |
| Año                          | Afluencia                    | A Diario                     | Ranking                      | Incremento                   | Ref.                         |
| 2023                         | 3,112,426                    | 8,527                        | 131°/195                     | +22.15%                      | [ 6 ]                        |
| 2022                         | 2,548,133                    | 6,981                        | 138°/175                     | +43.96%                      | [ 7 ]                        |
| 2021                         | 1,770,000                    | 4,849                        | 147°/195                     | +16.57%                      | [ 8 ]                        |
| 2020                         | 1,518,406                    | 4,148                        | 165°/195                     | -53.83%                      | [ 9 ]                        |
| 2019                         | 3,288,845                    | 9,010                        | 158°/195                     | +1.08%                       | [ 10 ]                       |
| 2018                         | 3,253,838                    | 8,914                        | 158°/195                     | -0.55%                       | [ 11 ]                       |
| 2017                         | 3,271,933                    | 8,964                        | 156°/195                     | -3.82%                       | [ 12 ]                       |
| 2016                         | 3,401,904                    | 9,294                        | 153°/195                     | +2.98%                       | [ 13 ]                       |
| 2015                         | 3,303,363                    | 9,050                        | 145°/195                     | +2.72%                       | [ 14 ]                       |
| 2014                         | 3,215,791                    | 8,810                        | 147°/195                     | -8.57%                       | [ 15 ]                       |

## Salidas de la estación
- Norte: Viaducto Río de la Piedad enfrente del Velódromo Olímpico "Agustín Melgar", colonia Jardín Balbuena.
- Sur: Viaducto Río de la Piedad, colonia Granjas México. (Cuenta con un puente peatonal que cruza el Viaducto y comunica al Palacio de los Deportes)

## Lugares de interés
- Velódromo Olímpico Agustín Melgar.
- Palacio de los Deportes.
- Autódromo Hermanos Rodríguez.
- Estadio Fray Nano.